# Bléneau
Bléneau település Franciaországban, Yonne megyében. Lakosainak száma 1146 fő (2022. január 1.). Bléneau Champcevrais, Breteau, Champoulet, Champignelles, Rogny-les-Sept-Écluses és Saint-Privé községekkel határos.

## Népesség
A település népességének változása:
| Lakosok száma | 1388 | 1352 | 1382 | 1289 | 1232 | 1176 | 1164 | 1151 | 1146 |
|               | 2013 | 2015 | 2016 | 2017 | 2018 | 2019 | 2020 | 2021 | 2022 |